# ۱۵۸۰ (میلادی)

## رویدادها
- ژوئن: امضای پیمان تجاری میان انگلستان و امپراتوری عثمانی
- ۲۶ سپتامبر - بازگشت فرانسیس دریک از سفر دریایی خود به پلیموث
- رسیدن مبلغان یسوعی به بارگاه اکبر کبیر حاکم گورکانی

## زادروزها
- ژانویه - جان اسمیت کاوشگر انگلیسی
- ۱۴ سپتامبر - فرانسیسکو د کبدو نویسنده اسپانیایی
- ۱ دسامبر - نیکولاس کلود فابری دی پیرسک ستاره‌شناس فرانسوی
- آندره دوریه ، مترجم فرانسوی قرآن

## درگذشت‌ها
- ۱۰ ژوئن - لوئیس دکاموئش شاعر پرتغالی
- ۱۹ اوت - آندرا پالادیو معمار ایتالیایی